# Elena Ralph
Elena Ralph (Donetsk, 27 de noviembre de 1983) es una modelo de glamour israelí de origen ucraniano. Ganadora del certamen Miss Israel 2005, representó a este país en Miss Universo ese mismo año.

## Carrera
Ralph nació en Donetsk, en la Ucrania soviética, en una familia de ingenieros, de padre cristiano y madre judía.
Ralph ganó el título de Miss Israel 2005 y pasó a representar a Israel en el concurso de belleza Miss Universo 2005 celebrado en Bangkok (Tailandia). Quedó en el Top 10 del certamen televisado internacionalmente, lo que supuso la primera clasificación de Israel desde 2001.
Ralph llegó sola a Israel en 2001, a la edad de 18 años, en el marco del programa educativo Students before Parents de la Agencia Judía para la Tierra de Israel. Tras la graduación del programa, Elena Ralph estudió Sociología en la Universidad de Tel Aviv, y Gestión y Ciencias Políticas en la Universidad Abierta de Israel.
En 2009, fue concursante en la primera temporada del reality show HaMerotz LaMillion. Ella y su compañera, la Miss Israel 2007 Liran Kohener, quedaron en décimo lugar.